# Собраніє (братство)
«Собраніє» (Собраніє Гр.-кат. Братств у США — The United Societies of U.S.A.) — братсько-допомогова організація закарпатських українців у США; виникла 1903, коли кілька братств відокремилося від «Соединенія»; осідок — Мекіспорт (Пенсильванія); орган — місячник «Просвіта» народовецького напряму. Число членів — близько 5 000.